# Antonio Bayter Abud
Antonio Bayter Abud (8 de outubro de 1933 – 21 de agosto de 2020) foi um bispo católico romano da Colômbia.
Bayter Abud nasceu na Colômbia e foi ordenado ao sacerdócio em 1956. Ele serviu como bispo titular de Sucarda e como bispo do Vicariato Apostólico de Inírida, na Colômbia, de 1997 a 2013.